# Sucre (Táchira)

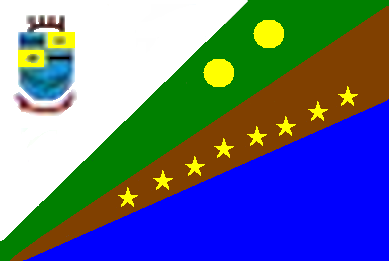
Bandeira do município

Sucre é um município da Venezuela localizado no estado de Táchira.
A capital do município é a cidade de Queniquea.